# Christoffer Svae
Christoffer Svae (ur. 21 marca 1982 w Oslo) – norweski curler, wicemistrz olimpijski z Vancouver 2010, mistrz świata 2014, mistrz Europy 2010 i 2011. Jest drugim w zespole Thomasa Ulsruda.
W latach 2002 i 2003 Svae jako drugi w ekipie Thomasa Løvolda triumfował w mistrzostwach świata juniorów grupy B. Był rezerwowym na Mistrzostwach Świata 2003, kiedy Thomas Ulsrud zdobył brązowy medal. Sezon później Svae stał się formalnym członkiem drużyny.
W 2007 zadebiutował na mistrzostwach Europy, Norwegowie dotarli do finału, w którym przegrali przeciwko Szkotom (David Murdoch) 3:5, w 2008 sytuacja ta powtórzyła się z tym, że mecz zakończył się wynikiem 6:7. Svae uczestniczył także w MŚ 2008 i 2009, zespół Ulsruda wywalczył wówczas dwa brązowe medale pokonując w meczach o trzecie miejsce Chińczyków (Wang Fengchun) 8:3 i Szwajcarów (Ralph Stöckli) 6:4.
Svae był częścią reprezentacji Norwegii na Zimowej Uniwersjadzie 2009. W skandynawskim finale Norwegowie ulegli Szwedom (Niklas Edin) 7:8. Pod koniec tego samego roku w ME Svae przegrał ponownie z Edinem w wyższym meczu play-off. Norwegia zmierzyła się w półfinale ze Szwajcarami i po porażce 5:8 zajęła 3. miejsce.
Zimowe Igrzyska Olimpijskie 2010 były pierwszymi w dorobku Norwega. Ekipa Ulsruda z drugiego miejsca Round Robin awansowała do fazy zasadniczej, gdzie w półfinale pokonała Szwajcarów (Markus Eggler) 7:5 i ostatecznie zdobyła srebrne medale po przegranym 3:6 finale przeciwko Kanadyjczykom (Kevin Martin). Christoffer Svae był odpowiedzialny za stroje reprezentacji na turniej w Vancouver. Zamówił spodnie w romby koloru norweskiej flagi, które wywołały duże zainteresowanie mediów. Zapoczątkowało to także modę na wzorzyste spodnie Norwegów w innych zawodach.
Dwa miesiące później Svae stanął na drugim stopniu podium MŚ 2010, w finale Norwegowie przegrali 3:9 z Kanadyjczykami (Kevin Koe). Pod koniec roku wraz z Ulsrudem Svae wywalczył mistrzostwo Europy, w ostatnim meczu Norwegowie okazali się lepsi od Danii (Rasmus Stjerne). Rok później zespół zdołał obronić tytuły mistrzowskie pokonując w finale Szwedów (Niklas Edin) 7:6.
Wcześniej w Mistrzostwach Świata 2011 ekipa Ulsruda zajęła 4. miejsce przegrywając 6:7 mały finał przeciwko Szwecji (Niklas Edin). Taki sam rezultat zespół ze Snarøya uzyskał w kolejnych mistrzostwach, również ulegając Szwedom. Svae grał na przemian z Thomasem Løvoldem. Norwegowie grali bardzo dobrze w ME 2012, dotarli do finału, w którym ponownie ulegli Szwedom (Niklas Edin). Gorzej zespół Ulsruda zaprezentował się na Mistrzostwach Świata 2013, norweska drużyna zajęła 5. miejsce. W listopadzie 2013 zespół grał bardzo dobrze w mistrzostwach Europy – do rundy finałowej awansował z 1. miejsca. Po wygranej 7:4 nad Szwajcarią (Sven Michel) Norwegowie awansowali do finału. W meczu o złoto Szwajcarzy okazali się być lepsi, mecz zakończył się wynikiem 6:8.
W drugim występie olimpijskim Svae uplasował się na 5. miejscu. Reprezentacja Norwegii była blisko do awansu do półfinału, przegrała jednak mecz barażowy przeciwko Wielkiej Brytanii 5:6. W odbywających się na przełomie marca i kwietnia Mistrzostwach Świata 2014 Norwegowie osiągnęli lepsze wyniki. Awansowali do fazy play-off i pokonując Szwecję (Oskar Eriksson) 8:3 zdobyli tytuły mistrzów globu. Norwegowie podczas Mistrzostw Europy 2014 ponownie dotarli do meczu finałowego. 3. raz z rzędu stanęli na środkowym stopniu podium. Po wyrównanej walce drużyna Ulsruda przegrała 4:5 przeciwko Szwecji (Niklas Edin).

## Wielki Szlem
| Turniej                | 06/07 | 07/08 | 08/09 | 09/10 | 10/11 | 11/12 | 12/13 | 13/14 | 14/15 |
| ---------------------- | ----- | ----- | ----- | ----- | ----- | ----- | ----- | ----- | ----- |
| Canadian Open          | x     | A     | QF    | SF    | x     | A     | A     | x     | A     |
| Masters                | A     | x     | x     | SF    | x     | x     | x     | x     | x     |
| The National           | x     | A     | A     | A     | A     | QF    | x     | A     | A     |
| Elite 10               | –     | –     | –     | –     | –     | –     | –     | –     |       |
| Players’ Championships | A     | A     | A     | A     | A     | A     | QF    | A     |       |

| A  | = nie uczestniczył                         |
| x  | = nie zakwalifikował się do fazy finałowej |
| QF | = ćwierćfinał                              |
| SF | = półfinał                                 |
| F  | = finał                                    |
| W  | = zwycięstwo                               |

## Drużyna
|                | Czwarty         | Trzeci           | Drugi             | Otwierający          |
| -------------- | --------------- | ---------------- | ----------------- | -------------------- |
| 2007/2015      | Thomas Ulsrud   | Torger Nergård   | Christoffer Svae  | Håvard Vad Petersson |
| ZU 2009        | Thomas Løvold   | Christoffer Svae | Hans Tømmervold   | Anders Bjørgum       |
| MŚJB, MŚJ 2003 | Thomas Løvold   | Petter Moe       | Christoffer Svae  | Håvard Vad Petersson |
| MŚJ 2002       | Thomas Løvold   | Petter Moe       | Christoffer Svae  | Fredrik Haaland      |
| MŚJB 2002      | Thomas Løvold   | Petter Moe       | Christoffer Svae  | Håvard Vad Petersson |
| MŚJB 2001      | Thomas Løvold   | Petter Moe       | Fredrik Haaland   | Christoffer Svae     |
| MŚJ 2000       | Thomas Berntsen | Petter Moe       | Jan Øivind Hewitt | Christoffer Svae     |